# Malcolm (Macbeth)
Malcolm es un personaje de ficción de la obra Macbeth (c. 1603-1607) de William Shakespeare. El personaje está basado en el histórico rey Malcolm III de Escocia, y se deriva en gran parte del relato de las Crónicas de Holinshed (1587), una historia de Gran Bretaña. Es el hijo mayor del rey Duncan, el heredero al trono y hermano de Donalbain. Al final, logra recuperar el trono después de reunir apoyo de parte de Lord Macduff para derrocar a Lord Macbeth.

## Papel en la obra

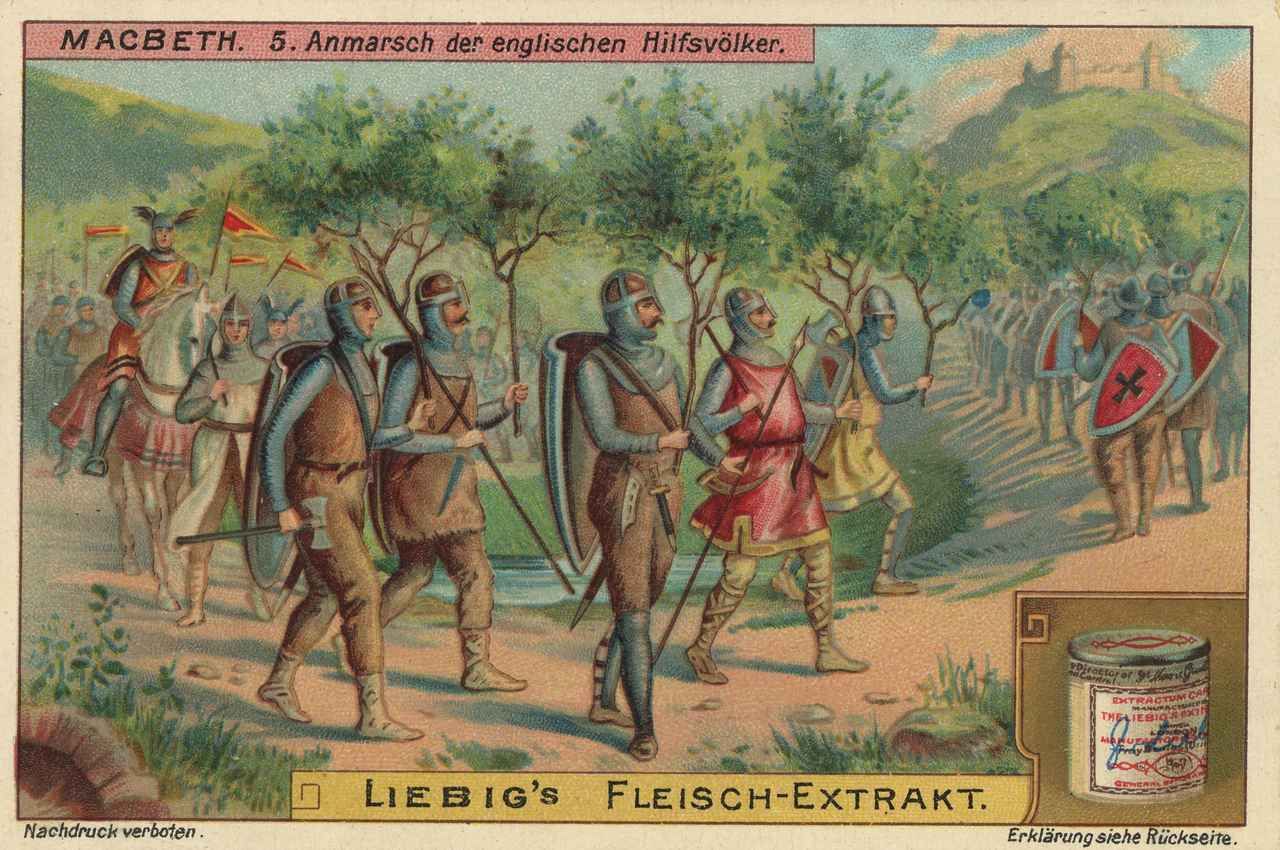
El bosque de Birnam llega a Dunsinane, en forma de ramas llevadas por los soldados

Malcolm, como su padre (el rey Duncan), representa el orden y la inclinación humana hacia el bien. Aparece por primera vez en el Acto I, escena 2 (1.2), donde está hablando con un sargento, con Duncan, sobre las hazañas de Lord Macbeth en el campo de batalla. Malcolm aparece más tarde en el Acto 1, escena 4 hablando de la ejecución del ex Thane de Cawdor con Duncan. Macbeth entra y recibe felicitaciones por su victoria. En el Acto 1, escena 4, Duncan declara que Malcolm es su heredero ("Estableceremos nuestra herencia sobre Nuestro mayor, Malcolm, a quien llamaremos en adelante Príncipe de Cumberland" - Acto 1.4 37–39) y este acto frustra a Macbeth.
Malcolm es un invitado en el castillo de Macbeth cuando Macbeth mata al padre de Malcolm, Duncan, en el Acto 2, escena 2 y Malcolm y su hermano Donaldbain son informados de la muerte de su padre en el Acto 2, escena 3. Debido a que son sospechosos del asesinato, Malcolm no es declarado rey de inmediato. Bajo sospecha y amenaza implícita, él y su hermano deciden huir de Escocia después del asesinato. Mientras Donalbain huye a Irlanda, Malcolm huye a Inglaterra ("Mostrar un dolor no sentido es un oficio que el falso hombre hace con facilidad. Yo iré a Inglaterra". - Malcolm Acto 2.3 138-39; "A Irlanda yo iré; nuestra fortuna separada nos mantendrá a los dos más seguros. Dónde estamos hay puñales en las sonrisas de los hombres" - Donalbain, Acto 2.3 140-2). Su huida aumenta sus sospechas ("Malcolm y Donalbain, los dos hijos del rey, se escapan y huyen, lo que les hace sospechar del hecho". Macduff, Acto 2.4 25-27), mientras Macbeth asume y se apodera el trono de su padre.
En el Acto 4, escena 1, Macbeth ve tres apariciones convocadas por las tres brujas, con el Acto 5, escena 4 de Malcolm acercándose al castillo de Dunsinane con ramas de árboles siendo la última. En el Acto 4, escena 3 presenta ironía con Lord Macduff que necesita demostrar su lealtad y Malcolm necesita demostrar su valía. En el Acto 4, escena 3, Malcolm habla con Macduff sobre su lealtad y qué hacer. Al escuchar a Macduff arrojar difamaciones sobre Macbeth ("No en las legiones del horrible infierno puede venir un diablo más condenado en males para vencer a Macbeth". - Macduff, Acto 4.3 55-57), Malcolm finge sus propios vicios para probar más a Macduff. Macduff responde que él también tendría tales vicios si fuera rey y luego señala su lealtad a Escocia ("¡Oh Escocia, Escocia!" - Macduff, Acto 4.3 100). Coinciden en que tal vez nadie sea apto para gobernar una tierra tan hermosa. Esto lleva a Malcolm a confiar en Macduff ("Macduff, esta noble pasión, Hijo de la integridad, ha borrado de mi alma los negros escrúpulos, ha reconciliado mis pensamientos con tu buena verdad y tu honor". - Malcolm, Acto 4.3 114-17). Tras la noticia de que la familia de Macduff fue asesinada, Malcolm insta a Macduff a tomar las armas con él contra Macbeth ("Sea ésta la piedra de afilar de su espada. Deje que el dolor se convierta en ira; no rompa el corazón, enfurezca". - Malcolm, Acto 4.3 228-229) y Macduff está de acuerdo en que es hora de buscar venganza ("Trae a este demonio de Escocia y a mí; ponlo dentro del alcance de mi espada. Si se escapa, ¡el cielo también lo perdone!" - Macduff, Acto 4.3 233-35) cuando termina la escena. En la escena, Malcolm se entera de que la hombría es más que agresión cuando Macduff le dice que también debe lamentar su pérdida ("Disputa como un hombre" - Malcolm, Acto 4.3 220; "Lo haré, pero también debo siéntelo como un hombre". - Macduff, Acto 4.3 220-21).
Malcolm levanta un ejército en Inglaterra, y marcha sobre Escocia con Macduff para reclamar su derecho de nacimiento a Macbeth. Los nobles escoceses prestan su apoyo para restaurar el orden en la tierra después de observar el comportamiento extremo de Macbeth. En el acto 5, escena 4, Malcolm habla con el inglés Siward (el Anciano) y sus oficiales sobre estrategias para ocultar sus fuerzas ("Que cada soldado lo corte una rama y lo lleve delante de él. De ese modo seguiremos a los números de nuestro anfitrión, y haremos descubrimiento Err en un informe de nosotros". - Malcolm, Acto 5.4 4-7) y sobre los planes de defensa de Macbeth ("No aprendemos otro que el tirano confiado Se mantiene quieto en Dunsinane, y soportará Nuestro derribo antes". - Siward, 5.4 8-10). En el Acto 5, escena 6, la batalla comienza cuando Malcolm, Macduff y Siward comandan fuerzas contra el Castillo de Dunsinane. En el acto 5, escena 8, Malcolm y Siward asaltan el castillo de Macbeth. Siward recibe noticias de que su hijo fue asesinado y Malcolm lo consuela con la oportunidad de llorar. Macduff entra con la cabeza degollada de Macbeth y declara a Malcolm el Rey.

## Comentarios críticos
Sylvan Barnet describió a Malcolm como "casto, digno de confianza y patriota". Como heredero natural del trono, Malcolm es el principal rival de Macbeth . Él y sus aliados son "soldados de Dios" y su eventual victoria marca una restauración del orden moral según Barnet.
Después de destituir a Macbeth y volver a ocupar el lugar que le corresponde, Malcolm pronuncia las últimas palabras de la obra como un discurso que contrasta a él mismo y al ex tirano. Durante su discurso final, otorga condados a Macduff y otros, mientras reclama su derecho de nacimiento. El final de Macbeth a menudo se considera anticlimático o al menos no cumple con las expectativas, porque Macbeth es asesinado por Macduff, en lugar de Malcolm o Fleance, quienes se percibe que tienen mayores razones para buscar venganza.